# Оцу (принц)
Принц Оцу (яп. 大津皇子 О:цу но мико, 663 — 25 октября 686) — японский поэт периода Асука, сын императора Тэмму.

## Биография
Его матерью была принцесса Ота, дочь императора Тэндзи. Его супруга была принцесса Яманобэ, дочь императора Тэндзи, то есть, его тётя.
Принц Оцу был деятельной личностью и возможным преемником отца на императорском престоле. Однако после смерти отца он был вынужден покончить с собой в связи с ложным обвинением его в мятеже, выдвинутом против него императрицей Дзито с целью сделать наследником престола её собственного сына Кусакабэ.
Его поэзия отражена в антологиях Кайфусо и Манъёсю. Как поэт Оцу известен своей перепиской с госпожой Исикава.
Песня принца Оцу, посланная девице из дома Исикава

Когда я любимую ждал

Под капелью лесною в горах,

Распростертых вокруг,

Я все время стоял и промок весь насквозь

Под капелью лесною в горах…
Не менее знаменита его прощальная предсмертная песнь:
Песня принца Оцу, которую он сложил,
проливая слёзы на насыпи у пруда Иварэ,
когда он был приговорён к смерти

Момодзутау

Иварэ но икэ ни

Наку камо во

Кё: номи митэ я

Кумокакури нан:

Гляжу сегодня 

На гомонящих уток

Прощальным взглядом —

Там, над прудом Иварэ

Сольюсь я с облаками!